# 祁州
祁州，中國古代的州。

## 沿革

### 唐宋
唐朝景福二年（893年），分定州無極、深澤二縣置祁州，治無極（今河北省無極縣），隸義武軍節度使。
北宋時，祁州為團練州，屬河北西路。端拱元年（988年），鎮州鼓城縣改屬祁州。景德元年（1004年），無極縣改屬定州，定州蒲陰縣改屬祁州，祁州移治蒲陰（今河北省安國市）。後賜祁州郡名為蒲陰郡。熙寧六年（1073年），深澤縣併入鼓城縣。元祐元年（1086年），復置深澤縣。至此，祁州領三縣：蒲陰、鼓城、深澤。

### 金元
金朝天會五年（1127年），佔領祁州。天會七年（1129年），降祁州為刺史州，隸河北西路定武軍節度使（駐定州）。興定四年（1220年），祁州降於大蒙古國。
大蒙古國太祖十年（1215年），佔領鼓城縣，置晉州。十五年（1220年），佔領祁州。太宗元年（1229年），升真定府為真定路，祁州改屬真定路。十一年（1239年），深州武彊縣改屬祁州，後又改屬鼓城等處軍民萬戶府。至元二年（1265年），深澤縣併入深州束鹿縣，祁州已無領縣。至元三年（1266年），祁州改屬順天路，復置附郭蒲陰縣，束鹿縣改屬祁州，分束鹿縣復置深澤縣。至此，祁州領三縣：蒲陰、深澤、束鹿。至元十二年（1275年），改順天路為保定路，祁州仍屬之。

### 明清
明朝洪武元年（1368年），佔領保定路，改為保定府，祁州仍屬之；博野縣改屬祁州。洪武二年（1369年），省附郭蒲陰縣入本州。洪武六年（1373年），博野縣直隸於保定府。至此，祁州領二縣：深澤、束鹿。
清朝順治元年（1644年），佔領祁州。雍正十二年（1734年），深澤縣改屬定州，束鹿縣直隸於保定府，祁州不再領縣。
1913年，改祁州为祁县，屬范陽道。因与山西省祁县重名，且山西祁县地名使用更久，1914年河北祁县改名为安国县。

## 長官
唐朝－宋初祁州刺史（893年－10世紀）
- 楊約（？－900年）[9]
- 楊楚[10]
- 李裕[11]
- 王殷（後唐－後晉）[12]
- 陳審確（後唐或後晉時）[13]
- 沈斌（944年－945年）[14][15]
- 侯仁矩（宋太祖時）[16]

北宋知祁州軍州事（10世紀－1127年）
- 徐興（990年代）[17]

金朝知祁州軍州事（1127年－1129年）
- 左泌（1127年－？）[18]

金朝祁州刺史（1129年－1220年）
- 完顏守道[19]
- 完顏宗寧（？－1162年）[20]
- 完顏斜哥（1162年－？）[21]
- 孟浩[22]
- 丁暐仁[23]
- 完顏大磐（？－1183年）[24]
- 劉仲洙（1189年－？）[25]
- 頓長壽（1192年見任）[26]
- 賈輔（？－1220年）[27]

明朝祁州知州（1368年－1644年）
- 田崇（洪武時）
- 王著（永樂時）
- 林和（永樂時）
- 余徽（正統時）
- 鄭思賢（正統時）
- 王壬（正統時）
- 李玉（正統時）
- 范暉（景泰時）
- 楊禧（天順時）
- 駱驥（天順時）
- 賈貞（成化時）
- 武尚文（成化時）
- 張幹（成化時）
- 童潮（成化時）
- 邢幹（成化時）
- 張義（弘治時）
- 張安甫（弘治時）
- 魏廷相（弘治時）
- 王良（弘治時）
- 郭綬（弘治時）
- 李盛（正德時）
- 徐愛（正德時）
- 李貫（正德時）
- 韓士奇（正德時）
- 嚴謹（正德時）
- 龍大有（正德時）
- 趙宗（正德時）
- 陳則清（嘉靖時）
- 潘恩（嘉靖時）
- 伊伯熊（嘉靖時）
- 趙善鳴（嘉靖時）
- 黃敖（嘉靖時）
- 孔天胤（嘉靖時）
- 戴時弁（嘉靖時）
- 宋繼先（嘉靖時）
- 吳孟棋（嘉靖時）
- 呂仲昶（嘉靖時）
- 王儒（嘉靖時）
- 趙勅（嘉靖時）
- 劉賢（嘉靖時）
- 陳叔美（嘉靖時）
- 任淮（嘉靖時）
- 賈希周（嘉靖時）
- 蕭文清（嘉靖時）
- 雷凌霄（嘉靖時）
- 劉自修（嘉靖時）
- 張星（嘉靖時）
- 孔承祀（嘉靖時）
- 周濟用（隆慶時）
- 趙可化（萬曆時）
- 李際觀（萬曆時）
- 王同讚（萬曆時）
- 盧文勳（萬曆時）
- 劉應科（萬曆時）
- 胡子田（萬曆時）
- 顧應龍（萬曆時）
- 王昌期（萬曆時）
- 張應徵（萬曆時）
- 黃道亨（萬曆時）
- 馮曜（萬曆時）
- 張光祚（萬曆時）
- 趙會楨（萬曆時）
- 宋應蛟（萬曆時）
- 崔廷言（萬曆時）
- 張邃養（天啟時）
- 陽起震（天啟時）
- 沈華𤒤（天啟時）
- 郭應嚮（天啟時）
- 馬炯（崇禎時）
- 袁國綬（崇禎時）
- 韓芳（崇禎時）
- 塗應召（崇禎時）
- 危思謙（崇禎時）

清朝祁州知州（1644年－1913年）
- 張宏發（順治時）
- 孫率禮（順治時）
- 徐永禎（順治時）
- 田時茂（順治時）
- 丁成名（順治時）
- 李興元（順治時）
- 高向極（順治時）
- 殷鉉（順治時）
- 郭堯京（順治時）
- 徐萬全（康熙時）
- 熊仲龍（康熙時）
- 蘇昌臣（康熙時）
- 劉芳標（康熙時）
- 梅朗中（康熙時）
- 張祖訓（康熙時）
- 趙世德（康熙時）
- 李肇宗（康熙時）
- 鮑錞（康熙時）
- 李士楷（雍正時）
- 李敏德（雍正時）
- 岳冠華（雍正時）
- 吳寶芝（雍正時）
- 王德堦（雍正時）
- 嚴宗嘉（雍正時）
- 李五惇（乾隆時）
- 徐石麟（乾隆時）
- 范清曠（乾隆時）
- 汪文昂（乾隆時）
- 楊永吉（乾隆時）
- 熊繹祖（乾隆時）
- 李鍾俾（乾隆時）
- 李竦（乾隆時）
- 黃正緣（乾隆時）
- 羅□桂（乾隆時）
- 王述獻（乾隆時）[28]
- 魯式如（嘉慶時）
- 林安祖（道光時）
- 常榮錦（道光時）
- 沈旺生（道光時）
- 倪承弼（道光時）
- 凌志召（道光時）
- 黎極新（道光時）
- 蔚音方（道光時）
- 熊光禧（道光時）
- 陳毓棠（道光時）
- 吳增嘉（道光時）
- 陶源昭（道光時）
- 沈第（道光時）
- 湯振畿（道光時）
- 馮德峋（道光時）
- 沈如潮（道光時）
- 宋復新（道光時）
- 河沛（道光時）
- 瑞清（咸豐時）
- 王榮紱（咸豐時）
- 郭寶勳（咸豐時）
- 劉錫穀（咸豐時）
- 丁承衍（咸豐時）
- 姜瀚文（同治時）
- 胡源（同治時）
- 錫桂（同治時）
- 丁崇雅（同治時）
- 劉尹卿（同治時）
- 沈枚（同治時）
- 趙秉恆（同治時）
- 陸時言（同治時）
- 昆嘉（同治時）
- 朱閏保（同治時）[29]